# Karel Tejnora
Karel Tejnora (11. ledna 1955 Ústí nad Orlicí – 9. ledna 2025) byl český politik a lékař, v letech 2002 až 2008 senátor za obvod č. 36 – Česká Lípa, v letech 1994 až 2025 zastupitel města Česká Lípa a člen ODS.

## Životopis
Po maturitě v roce 1974 na gymnáziu nastoupil na Fakultu všeobecného lékařství Karlovy univerzity v Hradci Králové, kde roku 1980 odpromoval.
V letech 1981–1992 pracoval na chirurgickém oddělení nemocnice s poliklinikou v České Lípě. Roku 1983 získal atestaci v oboru chirurgie. V roce 1992 obdržel licenci České lékařské komory pro všeobecnou chirurgii, od roku 1993 vykonával soukromou chirurgickou praxi.
Zemřel náhle dne 9. ledna 2025 dva dny před svými 70. narozeninami.

## Politická kariéra
V roce 1992 vstoupil do ODS. Od roku 1994 zasedal v zastupitelstvu České Lípy, ve funkčním období 1998–2002 působil jako radní města. Od září 2009 opět zastával post radního České Lípy, a to po odvolání Petra Skokana. Členem českolipského zastupitelstva byl až do své smrti v roce 2025.
V senátních volbách v roce 2002 se stal členem horní komory českého parlamentu, když v obou kolech porazil stávajícího senátora Miroslava Coufala. V Senátu se angažoval ve Výboru pro záležitosti Evropské unie a vykonával funkci místopředsedy Podvýboru Organizačního výboru pro státní vyznamenání. V senátních volbách v roce 2008 chtěl obhajovat svůj mandát, ovšem v primárních volbách ODS zvítězil Petr Skokan a kandidátem na post senátora za Českou Lípu se stal on.
Ve volbách do Senátu PČR v roce 2014 kandidoval za ODS v obvodu č. 36 – Česká Lípa a pokusil se tak o návrat do Senátu. Se ziskem 15,94 % hlasů skončil na 3. místě a nepostoupil tak ani do druhého kola.